# Irving Stone
Irving Stone (San Francisco, 14 juli 1903 – Los Angeles, 26 augustus 1989) was een Amerikaans schrijver die vooral bekend was van zijn biografieën van artiesten, politici en intellectuelen. Hij was geboren als Irving Tennenbaum maar nadat zijn ouders gescheiden waren (hij was toen zeven) en zijn moeder hertrouwd was, nam hij de achternaam van zijn stiefvader aan.
Enkele van zijn bekendste werken zijn de historische romans Lust for Life (1934) over het leven van Vincent van Gogh (in 1956 verfilmd door Vincente Minnelli met Kirk Douglas als Van Gogh) en The Agony and the Ecstasy (1961) over Michelangelo. Naast deze romans in het grensgebied tussen fictie en werkelijkheid schreef hij ook non-fictie biografieën, van onder anderen Clarence Darrow (Clarence Darrow For the Defense, 1941) en Earl Warren (1948).
- Bibsys: 90053133
- Biblioteca Nacional de España: XX1129812
- Bibliothèque nationale de France: cb11925599r (data)
- CiNii: DA01250590
- Gemeinsame Normdatei: 118755641
- International Standard Name Identifier: 0000 0001 1570 2185
- Library of Congress Control Number: n50010563
- Nationale Bibliotheek van Letland: 000005724
- Bibliotheek van het Japanse parlement: 00457820
- Nationale Bibliotheek van Tsjechië: jn20010601431
- Nationale bibliotheek van Australië: 35526747
- Nationale Bibliotheek van Israël: 987007299456005171
- Nationale Bibliotheek van Polen: a0000002785918
- Nationale en Universitaire bibliotheek Zagreb: 000002617
- Nederlandse Thesaurus van Auteursnamen: 06901373X
- LIBRIS: 94378
- SNAC: w6j9666b
- Système universitaire de documentation: 02714965X
- Trove: 985036
- Virtual International Authority File: 51696231
- WorldCat: E39PBJyxmj3cMyj48vhpGCFkDq